# Andrija Mugoša
Andrija Mugoša, črnogorski častnik in politik *22. december 1910 (ali 4.1.1911), Donja Gorica/Lješkopolje pri Podgorici, Črna gora † 8. april 2006, Podgorica, Črna gora.

## Življenjepis
Član KPJ je bil od leta 1933. Med vojno je bil politični komisar več partizanskih enot in od 1943 član Pokrajinskega komiteja za Črno Goro in Boko ter po vojni podpredsednik Prezidija ljudske skupščine, nato podpredsednik vlade Črne gore in od 1948 član CK KPJ. Med letoma 1963 in 1967 je bil predsednik Ljudske skupščine Črne gore. Bil je narodni heroj Jugoslavije in od 1967 član Sveta federacije.  
Njegov brat je bil Dušan Mugoša, ki je bil pomemben partizan, general in vodilni politik na Kosovu.